# 极端质量比旋近
极端质量比旋近（英語：Extreme Mass Ratio Inspiral, EMRI）是致密天体向超大质量黑洞旋进而组成的天体系统，是一类低频引力波源。现在的对银河系和周围的河外星系的研究表明在绝大多数星系中心都有大质量或超大质量黑洞的存在，当有小质量的致密星体在运动过程中恰巧接近星系中心的超大质量黑洞时它有可能被黑洞的引力场俘获，结果就是致密星体在新的轨道上围绕着黑洞运动。理论上这种运动会释放出引力波，造成系统动能的逐渐损失，这就导致星体的轨道以相当缓慢的速率逐渐收缩，最终会使星体坠入黑洞中。EMRI在物理学和天文学上都有很重要的研究意义，因为它可以被抽象成一个质点的引力场对克尔度规的微扰模型，这是一个相当漂亮的验证广义相对论的实验场所，同时它也被认为是激光干涉空间天线（LISA）所能探测的最重要的引力波源之一。

## EMRI的组成
EMRI中心的大质量或超大质量黑洞的质量范围在105到1010倍太阳质量之间，而围绕它公转的致密星体可以是白矮星（约0.8倍太阳质量）、中子星（约1.4倍太阳质量）、恒星质量黑洞（约10倍太阳质量）和中等质量黑洞（约100倍太阳质量），而主序星和巨星由于结构不够致密，一般认为在接近中心黑洞时黑洞的潮汐力会对恒星表面物质产生吸积，从而激发出类星体现象。理论上，中心的大质量星体也可以是玻色星体（boson star），这时辐射的引力波形可能会和超大质量黑洞情形下的波形有所区别。

## 形成机制
EMRI一般形成于星系中心超大质量黑洞对附近运动的致密星体的大角度散射，这些星体足够接近黑洞时有可能会被其引力场束缚住，从而形成围绕黑洞运动的高度偏心轨道。这也是一种类似于双星系统的旋近态（inspiral），伴随轨道运动的引力辐射使得系统的动能和角动量逐渐地减少，因而轨道逐渐收缩，引力辐射的频率逐渐升高，这是相当于双星系统旋近时发出的啁啾（chirp）信号。由于EMRI的两颗恒星质量相差悬殊，系统的啁啾质量相对较小，造成EMRI的旋近比一般的双星更为缓慢。从观测的角度来说，这意味着可以用长达数年的时间观测到同一种波形。不过，理论表明当致密星体运动到轨道的远星点（periastron）时星体还会发出突发的引力辐射。在最初的很多个轨道周期内这些位于远星点的突发辐射在时间间隔上相距很远，因此可以认为是完全不相关的信号，这意味着这种突发信号无法被探测到。